# Gaspare Cucinella
Gaspare Cucinella né à Cinisi (ville métropolitaine de Palerme) le 2 août 1924 et mort dans cette même ville le 9 février 2016  est un acteur italien.

## Biographie
Gaspare Cucinella a été surtout actif au théâtre dans la « Compagnia del Sarto » de Franco Scaldati, avec lequel il a joué dans de nombreuses pièces.
Au cinéma, il a joué dans des seconds rôles.
Pour sa mimique, il était surnommé le Buster Keaton sicilien.
Gaspare Cucinella est mort à Cinisi le 9 février 2016 à l'âge de 91 ans.

## Au théâtre
- Il pozzo dei pazzi (1976),
- Cuniesci arriniesci (1977),
- E si misero il ferro dietro la porta (1977),
- Lucio (1978),
- Il cavaliere Sole (1980),
- Facciamo l’amore (1980),
- Buela (1982),
- Assassina (1984),
- Occhi (1987),
- Totò e Vicè (1993),

Totò, Vicé e l’angelo delle lanterne (1994), 
- La locanda invisibile (1997),
- La tempesta (1998),
- Luciana, buffa gallina (2005)[2].

## Filmographie partielle
- 1991 : Johnny Stecchino
- 2000 : Les Cent Pas (I cento passi)
- 2003 : La meglio gioventù
- 2007 : Rosso Malpelo

### Documentaires
- 1995 : Diario senza date
- 2005 : Senza tempo
- 2008 : Il cavaliere Sole

## Crédit d'auteurs
- (it) Cet article est partiellement ou en totalité issu de l’article de Wikipédia en italien intitulé « Gaspare Cucinella » (voir la liste des auteurs).